# Ferula tingitana
Ferula tingitana es una hierba perenne perteneciente a la familia de las apiáceas.

## Descripción
Es una hierba perenne. Tallos de 100-150 cm de altura, erectos, estriados. Hojas 3-4(5) pinnatisectas; las basales de 40-60 cm, glabras; las caulinares progresivamente de menor tamaño y esparcidas, con divisiones de último orden de (3)5-10(14) × (1)1,25-3,5(6) mm, generalmente cuneiformes, con ápice (bi-)tridentado –algunas veces lineares–, con margen revoluto o no. Umbelas terminales sobre pedúnculos de 7-25 mm, con 8-16(22) radios de 22-35 mm; umbelas laterales sobre pedúnculos más largos que los de la principal, con radios de 4-6 mm. Brácteas inexistentes. Bractéolas 1-12, lanceoladas, caedizas. Frutos fuertemente comprimidos dorsalmente; mericarpos 10-16(18) × 6-8 mm, de obovados a anchamente elípticos, con las costillas dorsales filiformes, poco prominentes, las comisurales prolongadas en ala de (0)0,25-1 mm de anchura; vitas visibles externamente, 4 valeculares y 2 comisurales

## Distribución y hábitat
Se encuentra muy localizada sobre calizas a una altitud de 600-1200 metros en el sur de la península ibérica y Norte de África. No confundirla con el hinojo, pues su flor es muy parecida. Se extiende en colonias en los macizos calizos del parque natural Sierra de Grazalema.

## Taxonomía
Ferula tingitana fue descrita por Carlos Linneo y publicado en Sp. Pl. 247 (1753)
Citología
Número de cromosomas de Ferula tingitana (Fam. Umbelliferae) y táxones infraespecíficos: 2n=22
Sinonimia
- Agasulis tingitana (L.) Raf.
- Ferula bolivari Pau
- Ferula sancta Boiss.[5]

## Nombres comunes
- En español: asa dulce, cañaheja, laser[6] o silfio cirenaico[7]